# Повіт
Пові́т — адміністративно-територіальна одиниця у Великому Князівстві Литовському і Руському, Польському королівстві, Речі Посполитій, Гетьманщині, Королівстві Галичини та Володимирії, Російській імперії, Українській Народній Республіці, Українській Державі, Західно-Українській Народній Республіці, а також ранньому СРСР. Нині є адміністративною одиницею середнього рівня в Естонії, Литві та Польщі.

## Етимологія
Слово повіт походить від прасл. *povětъ («округ», «розмічена ділянка землі»), пов'язаного з дієсловом *povětiti («розмічати гілками»), утвореним від *větь («гілка», «вітка», «віть»). Менш ймовірна версія тлумачення українського слова як полонізму, або його пов'язання з прасл. *větiti («говорити», пор. «віче»).
У російській мові розрізнюється вживання термінів повет і уезд: перший вживається тільки щодо адміністративної одиниці на територіях Речі Посполитої (в Україні до 1929 р.), другий — в решті випадків. У Російській імперії до 1831 року слово повѣтъ вживалося замість уѣздъ у західних губерніях.

## Історія
Уперше трапляється в джерелах кінця XIV століття, написаних діловою руською мовою Великого князівства Литовського. На території Галицької Русі, західної Волині та західного Поділля в складі Польського королівства до 30-х років XV століття повіти являли собою округи, якими управляли воєводи, які призначалися з місцевого населення і підпорядковувалися старостам. З утворенням Руського, Белзького і Подільського воєводств ці землі також були поділені на повіти. Управляв повітом гродський староста, що відав адміністративними, судовими, а іноді й військовими справами. З поширенням на українські землі польського права у кожному повіті діяв гродський суд (очолював староста) та виборний земський суд, які обслуговували головним чином шляхту (передусім землевласницьку). До середини XVI століття деякі з повітів складалися зі свого роду підповітів на чолі зі старостами нижчого рангу. У Волинській, Східноподільській і Київській землях до 1566 року повіти були старостинськими округами, а в створених цього ж року Волинському і Брацлавському воєводствах, а також у Київському воєводстві (існувало з 1471 року) — судово-адміністративними округами.

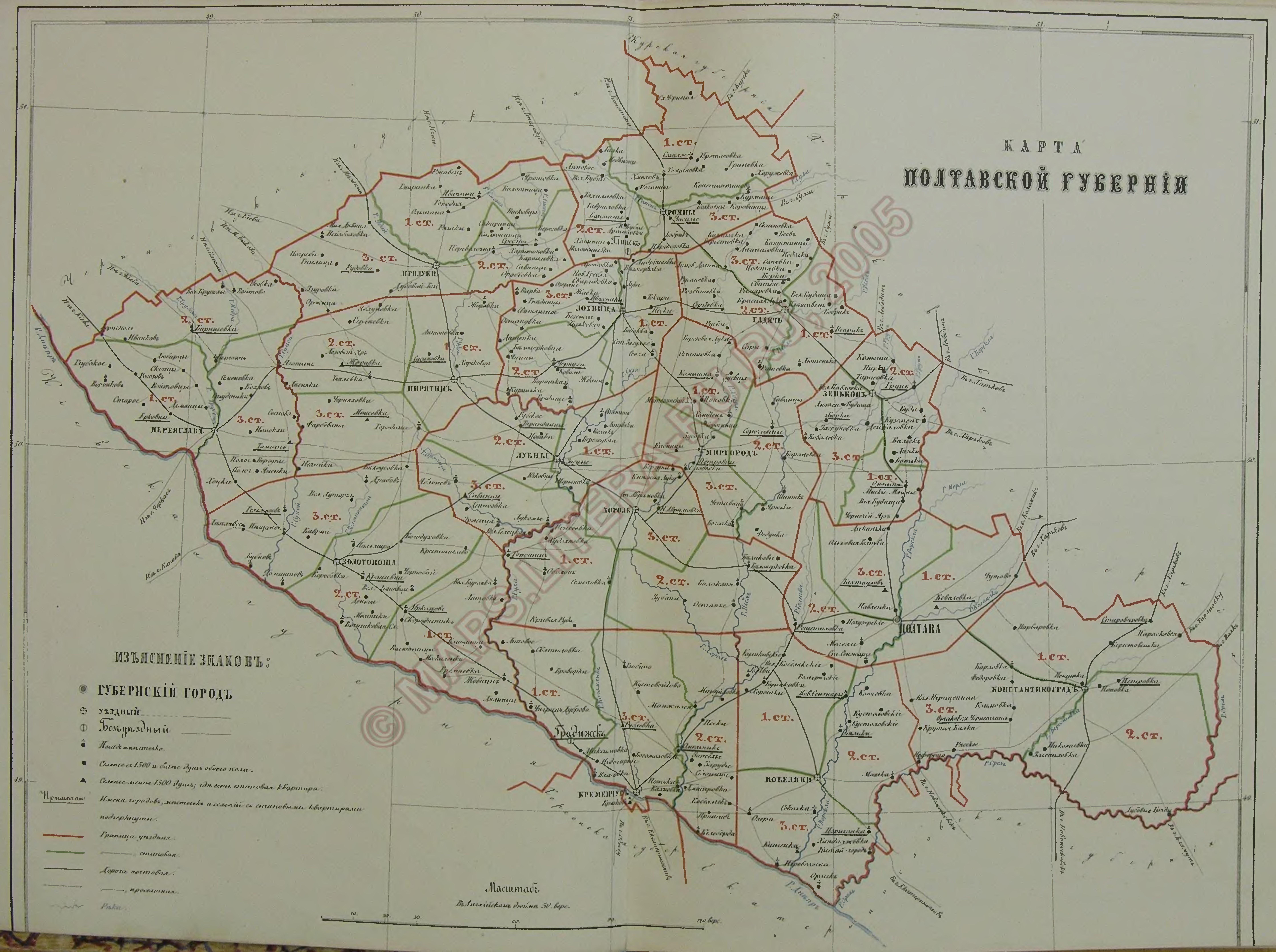
Полтавська губернія з поділом на повіти і стани у 1860-х роках.

Після повстання 1648–1657 років на теренах держави Війська Запорозького повіти були скасовані, а замість них запроваджено полково-сотенну систему адміністративно-територіального і військового управління (див. Полк і Сотня). Короткотривало вони були повернені внаслідок судової реформи гетьмана Розумовського в 1760-1763 рр.
У другій половині XVIII століття в Речі Посполитій повіти, як складові частини воєводств, у свою чергу поділялися на приватновласницькі парафії та староства, що перебували у власності Корони.
Після входження українських земель до складу монархії Габсбурґів (Австрійської) на території Галичини та Буковини запроваджувався поділ на округи (циркули) і дистрикти. Українські землі, що потрапили під владу Російської імперії були остаточно поділені в кінці XVIII століття на губернії та повіти («уїзди»). Місцеве населення замість австрійських і російських термінів (Distrikt, уѣздъ) традиційно вживало слово «повіт», що знайшло свій вияв в українській та польській суспільно-політичній та науковій літературі XIX та XX століття. Поділ на дистрикти проіснував до розпаду Австро-Угорщини, а на повіти — до 1918 року.
Після відновлення української державності повіти існували як адміністративно-територіальна одиниця в Західноукраїнській Народній Республіці, Українській Державі, Кубанській Народній Республіці, а також в Українській Радянській Соціалістичній Республіці до адміністративної реформи 1922–1923 років.
Протягом адмінстартивної реформи в Україні були пропозиції про повернення повітів. У 2020 році Ганущак Юрій зазначав, що повіти будуть введення в Україні, але лише після ухвалення змін до Конституції. Конституція України дає право поки використовувати тільки одне слово — район.

## Сучасність

### Польща

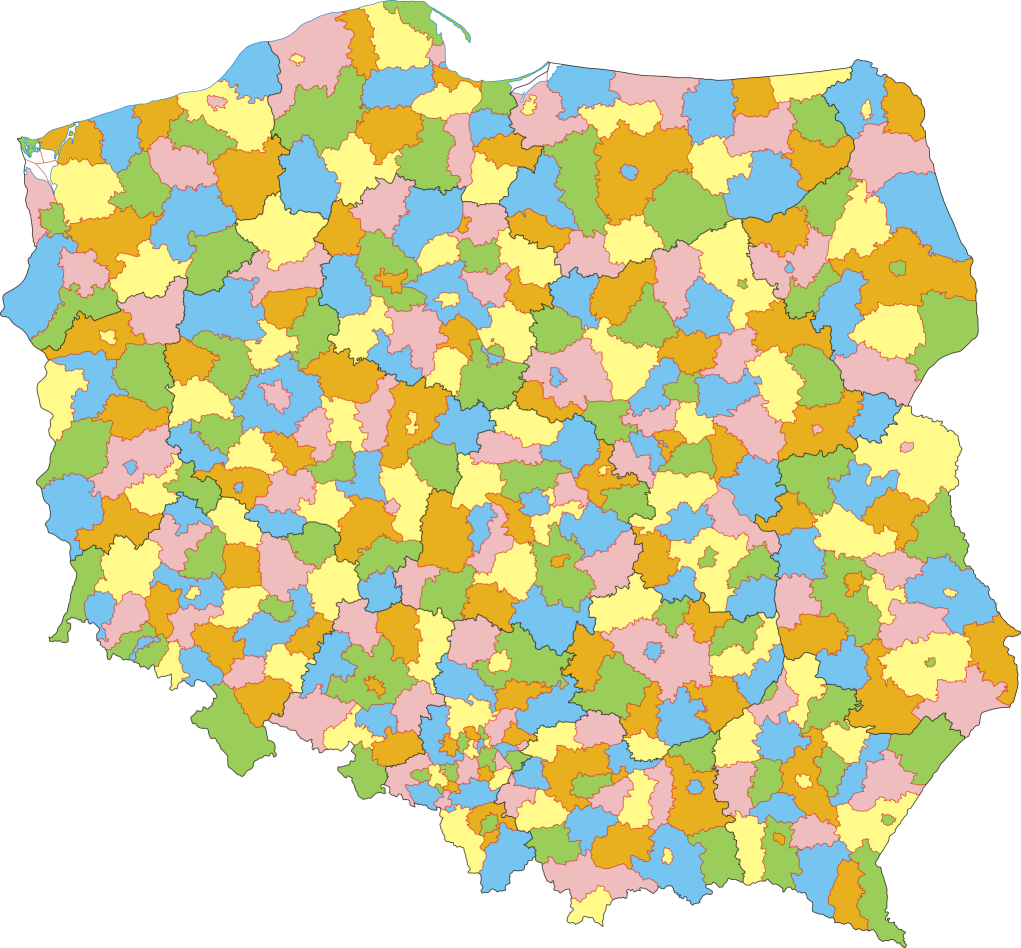
Мапа польських повітів

З 1 січня 1999 року Польща ділиться на 308 сільських повітів і 65 міських (міста на правах повіту). Містом на правах повіту є місто, в якому проживають понад 100 тис. жителів, а також місто, яке з 31 грудня 1998 року перестало бути центром воєводства. Повіт повинен охоплювати по можливості однорідну за поселенською і просторовою структурою і за суспільними економічними зв'язками територію.
У Польщі до сфери обов'язків керівництва по́вітів включені всі локальні питання, що виходять за межі ґміни, зокрема, охорона громадського порядку і загальна безпека, протипожежна безпека і захист від повеней, запобігання стихійним лихам і усунення їх наслідків, утримання загальних лікарень, боротьба з безробіттям, будівництво та утримання міжґмінних доріг.
Розмір повіту обирається виходячи з того, щоб уся діяльність його адміністрації могла перебувати під безпосереднім контролем виборців. Начальником ради управління є староста.